# سیارک ۲۴۳۸۵
سیارک ۲۴۳۸۵ (به انگلیسی: 24385 Katcagen، نامگذاری:2000AM172) بیست و چهار هزار و سیصد و هشتاد و پنجمین سیارک کشف شده‌است که در ۷ ژانویه ۲۰۰۰ کشف شد.
قدر مطلق سیارک برابر ۱۷.۰ است.